# جرعان (الشعر)

تعديل مصدري - تعديل

جرعان هي إحدى قرى عزلة مقنع بمديرية الشعر التابعة لمحافظة إب، بلغ تعداد سكانها 354 نسمة حسب تعداد اليمن لعام 2004.